# Vychneve (oblast de Donetsk)
Vychneve (ukrainien : Вишневе, russe : Вишнёвое, Vichniovoïé) est une commune urbaine de l'oblast de Donetsk, en Ukraine, dépendant du raïon de Pokrovsk. Elle compte 251 habitants en 2021.

## Géographie
La commune est assise au sud de la rivière Solona, affluente de la rivière Vovtcha, puis de la Samara, dans le système hydrologique de la rive gauche du fleuve Dniepr. Elle se trouve à 17 kilomètres au sud-est de la ville de Pokrovsk, et à 45 kilomètres à l'est-nord-est de la ville de Donetsk.